# Équation différentielle linéaire d'ordre un
Une équation différentielle linéaire d'ordre 1 est une équation différentielle de la forme :
{\displaystyle a\,y'+b\,y=c}
où {\displaystyle y} est une fonction inconnue (d'une variable) et a, b et c trois fonctions données (de la même variable). La variable et les fonctions peuvent être réelles ou complexes.
Ces équations peuvent être résolues par des procédés systématiques, faisant appel au calcul de primitives. Dans certains cas particuliers, par exemple lorsque c est nulle (on parle alors d'équations différentielles linéaires homogènes), on peut espérer obtenir des expressions explicites des solutions à l'aide des fonctions usuelles.
En toute rigueur, il faut utiliser la dénomination équations différentielles linéaires scalaires d'ordre 1, pour signifier que la fonction inconnue y est à valeurs réelles ou complexes. L'équation différentielle matricielle {\displaystyle AY'+BY=C}, avec Y et C vecteurs colonnes et A et B matrices carrées, est en effet elle aussi une équation différentielle linéaire d'ordre 1. Cette acception plus générale est étudiée dans l'article « Équation différentielle linéaire ».

## Équation différentielle linéaire homogène

### À coefficients constants
Ce sont les équations qui se ramènent à {\displaystyle y'+ky=0} où k est un réel. On rencontre ce type d'équations :
- avec k positif dans la modélisation de la décroissance radioactive dans un milieu homogène et fermé ;
- avec k négatif lors de la modélisation de la croissance exponentielle d'une population. Ce modèle possède cependant ses limites, la population ne pouvant pas, dans un milieu fermé, croître indéfiniment. On lui préfère alors le modèle de Verhulst ou le modèle de Gompertz.

Les solutions d'une telle équation sont les fonctions définies sur ℝ par
{\displaystyle f(x)=C\mathrm {e} ^{-kx}}
où C est un réel dont la valeur se détermine dès que sont connues les conditions initiales : si pour {\displaystyle x_{0}} on a {\displaystyle f(x_{0})=y_{0}} alors {\displaystyle C=y_{0}\mathrm {e} ^{kx_{0}}}.
On peut voir ce résultat comme un cas particulier du § ci-dessous, ou le démontrer directement.

### Cas général
Dans le cas général, l'équation différentielle linéaire homogène s'écrit
{\displaystyle a(x)y'(x)+b(x)y(x)=0}
ou en abrégé
{\displaystyle ay'+by=0.}
En travaillant sur un intervalle I où la fonction a ne s'annule pas, et en notant {\displaystyle A} une primitive de la fonction {\displaystyle {\frac {b}{a}}}, les solutions sur I sont les fonctions de la forme
{\displaystyle y(x)=K\mathrm {e} ^{-A(x)}}
où K est une constante dont la valeur se détermine par la donnée des conditions initiales.
Le calcul de primitive A n'est pas toujours réalisable à l'aide des fonctions usuelles ; la solution peut donc n'avoir qu'une expression sous forme d'intégrale.
Cette résolution de l'équation homogène à coefficients non constants est, à son tour, un cas particulier du § « Cas général » ci-dessous.

## Équation différentielle linéaire avec second membre
Si l'équation différentielle possède un second membre (si c est une fonction non nulle), il suffit de trouver une solution particulière {\displaystyle f_{0}} de l'équation pour les connaître toutes. En effet, les solutions de l'équation différentielle sont les fonctions {\displaystyle f_{0}+g} où g est une solution générale de l'équation homogène.
Le problème est souvent de déterminer cette solution particulière.
Si c est la somme de deux fonctions c1 et c2, on peut chercher une solution particulière de l'équation différentielle de second membre c1, puis une solution particulière de l'équation différentielle de second membre c2, puis faire la somme de ces deux solutions particulières. On obtient alors une solution particulière de l'équation de départ.

### Cas oùa,betcsont des constantes non nulles
Nous obtenons en général des équations du type {\displaystyle y'=my+p}. Ces équations servent à modéliser, par exemple, la charge ou la décharge d'un condensateur dans un circuit RC.
L'ensemble des solutions sont les fonctions f définies sur ℝ par
{\displaystyle f(x)=C\mathrm {e} ^{mx}-{\frac {p}{m}}}
où C est un réel se déterminant par la donnée des conditions initiales, par exemple, {\displaystyle f(x_{0})=y_{0}}, ce qui donne alors :
{\displaystyle f(x)=\left(y_{0}+{\frac {p}{m}}\right)\mathrm {e} ^{-mx_{0}}\mathrm {e} ^{mx}-{\frac {p}{m}}.}

### Cas oùaetbsont des constantes non nulles etcunefonction polynomialeou trigonométrique
On cherchera alors une solution particulière de la forme
- d'un polynôme de degré n si c est un polynôme de degré n ;
- d'une combinaison linéaire de {\displaystyle \cos(\omega x+\phi )} et {\displaystyle \sin(\omega x+\phi )} si {\displaystyle c(x)=A\cos(\omega x+\phi )+B\sin(\omega x+\phi ).}

### Cas général
Une méthode de résolution d'une équation avec second membre
{\displaystyle ay'+by=c}
est la méthode de variation des constantes. Celle-ci consiste à se ramener, par un changement de fonction variable, à un problème de calcul de primitive.
On trouve ainsi, en supposant à nouveau que la fonction a ne s'annule pas sur l'intervalle I et que {\displaystyle A} est une primitive sur I de la fonction {\displaystyle {\frac {b}{a}}}, que les fonctions {\displaystyle y} solutions sur I de {\displaystyle ay'+by=c} sont les fonctions de la forme
{\displaystyle y(x)=\mathrm {e} ^{-A(x)}B(x)},
où {\displaystyle B} est une primitive quelconque de la fonction {\displaystyle {\frac {c}{a}}\mathrm {e} ^{A}}.
Soit finalement, en fixant un point {\displaystyle x_{0}\in I} :
{\displaystyle y(x)=\mathrm {e} ^{-A(x)}\left(K+\int _{x_{0}}^{x}{\frac {c(s)}{a(s)}}\mathrm {e} ^{A(s)}\ \mathrm {d} s\right)},
où K est, à nouveau, une constante déterminée par les conditions initiales.
Il faut donc réaliser un second calcul de primitive, ce qui peut empêcher de donner l'expression de la solution à l'aide des fonctions usuelles.

## Note
1. ↑  Voir par exemple « Équations différentielles linéaires du premier ordre à coefficients variables » sur Wikiversité.